# عبد الحميد طهماز
عبد الحميد محمود طهماز الحموي وإسمه الكامل عبد الحميد بن محمود بن عبد القادر طهماز (1356هـ / 1937م بحماة - 1431هـ / 2010م بالرياض) فقيه ومفسر سوري، وواحد من رواد التفسير الموضوعي في العصر الحديث، صاحب مصنفات مهمة في التراجم؛ اهتم إلى جانب التدريس والتفسير وتحقيق التراجم بالنقد الفقهي حيث راجع كتاب الحلال والحرام الكتاب الذي ألفه يوسف القرضاوي.

## سيرته
ولد عبد الحميد طهماز عام 1937م في حماة حيث تلقى تعليمه الأساسي والثانوي، ثم انتقل إلى دمشق ملتحقا بكلية الشريعة في جامعة دمشق ولازم لمدة 7 سنوات شيخه محمد الحامد الذي أجازه في العلوم الشرعية؛ تأثر عبد الحميد طهماز بمحمد الحامد وبمنهجه بل وألف كتابا عنه بدمشق عام 1971م بعنوان «العلامة المجاهد الشيخ محمد الحامد».
من أساتذته في جامعة دمشق: مصطفى السباعي ومصطفى الزرقا ومحمد معروف الدواليبي ومصطفى سعيد الخن ومحمد المنتصر الكتاني ومحمد فتحي الدريني ومحمد بن عبد القادر بن محمد المبارك وغيرهم.
في عام 1962 وبعد الانفصال نشط العمل السياسي في سورية وكان يتنازع الطلاب تياران هما الاشتراكيون والأخوان المسلمون وكانت تحصل بينهما نزاعات ومعارك
أثناء احتفال الأخوان بأحد المناسبات في جامع الحميدية وتهديد الاشتراكيين لهم وتردد البعض بالحضور قام ووقف خطيبا متحديا وحتى قبل تهيئة الأمور الفنية وقد كان يوما شهد عزة الإسلام والمسلمين
أثناء أحداث جامع السلطان عام 1964 ألقى خطبة قوية ضد النظام وعلى إثرها ألقي القبض عليه ولاقى من التعذيب أشده
ألف عدة مؤلفات وبقي ملتزما ثابتا على العهد حتى توفاه الله غريبا مهاجرا
نسأل الله له أن يجعله في عليين ويجمعنا معه تحت لواء سيد المرسلين
بعد تخرجه من جامعة دمشق عمل مدرسا لمادة التربية الإسلامية في ثانويات حماة إلى جانب عمله كخطيب وكمدرس في جامع السلطان في نفس المدينة. وفي عام 1980م سافر إلى الرياض حيث عمل معيدا ومشاركا في إعداد المنهج الدراسي في معهد تعليم اللغة العربية لغير الناطقين بها التابع لكلية اللغة العربية بجامعة الإمام محمد بن سعود الإسلامية؛ ثم انتقل إلى المدينة المنورة ليعمل مدرسا في المعهد العلمي، ثم في المعهد العلمي في نجران، ثم ذهب إلى مكة المكرمة عام 1988م ليدرس في المعهد العالي لإعداد الأئمة والدعاة التابع لرابطة العالم الإسلامي إلى أن أُحل إلى التقاعد، كما أشرف في خلال عمله هذا على رسائل الماجستير لبعض المتخرجين من المعهد.
بعد التقاعد عن العمل في المعهد تفرّغ عبد الحميد طهماز للبحث والتأليف. أقام في مكة المكرمة ثم في الرياض التي توفي فيها مساء يوم الجمعة 15 صفر 1431هـ الموافق لصبيحة يوم السبت 30 يناير 2010م.

## مؤلفاته
وله مؤلفات عديد من أشهرها:
- التفسير الموضوعي لسور القرآن الكريم
- العلامة المجاهد الشيخ محمد الحامد
- الفقه الحنفي في ثوبه الجديد

## وصلات خارجة
- «الشيخ عبد الحميد طهماز رحمه الله» على الفيسبوك
- قائمة بكتب عبد الحميد محمود طهماز على جود ريدز
- الحميد محمود طهماز»&ei=o8TtUo_WK6T20gXRy4CAAg&ved=0CDQQ9AgwAA&biw=1280&bih=630&dpr=1 قائمة بكتب عبد الحميد محمود طهماز على كتب جوجل